# Operatie Pluto

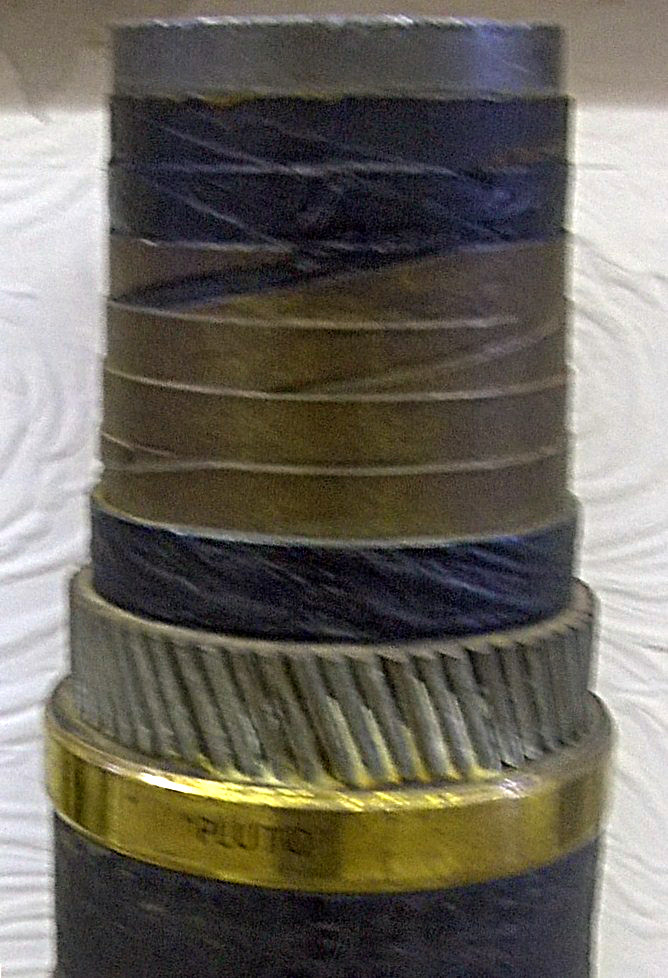
Pijpleiding operatie Pluto

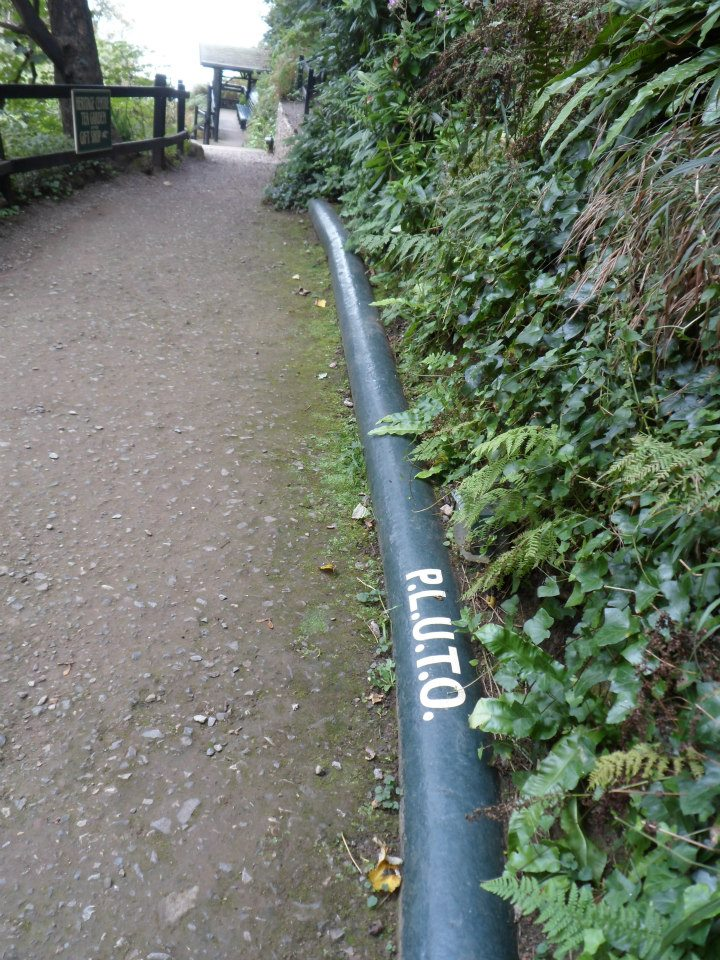
Een resterend deel van de pijplijn in de kloof van Shanklin

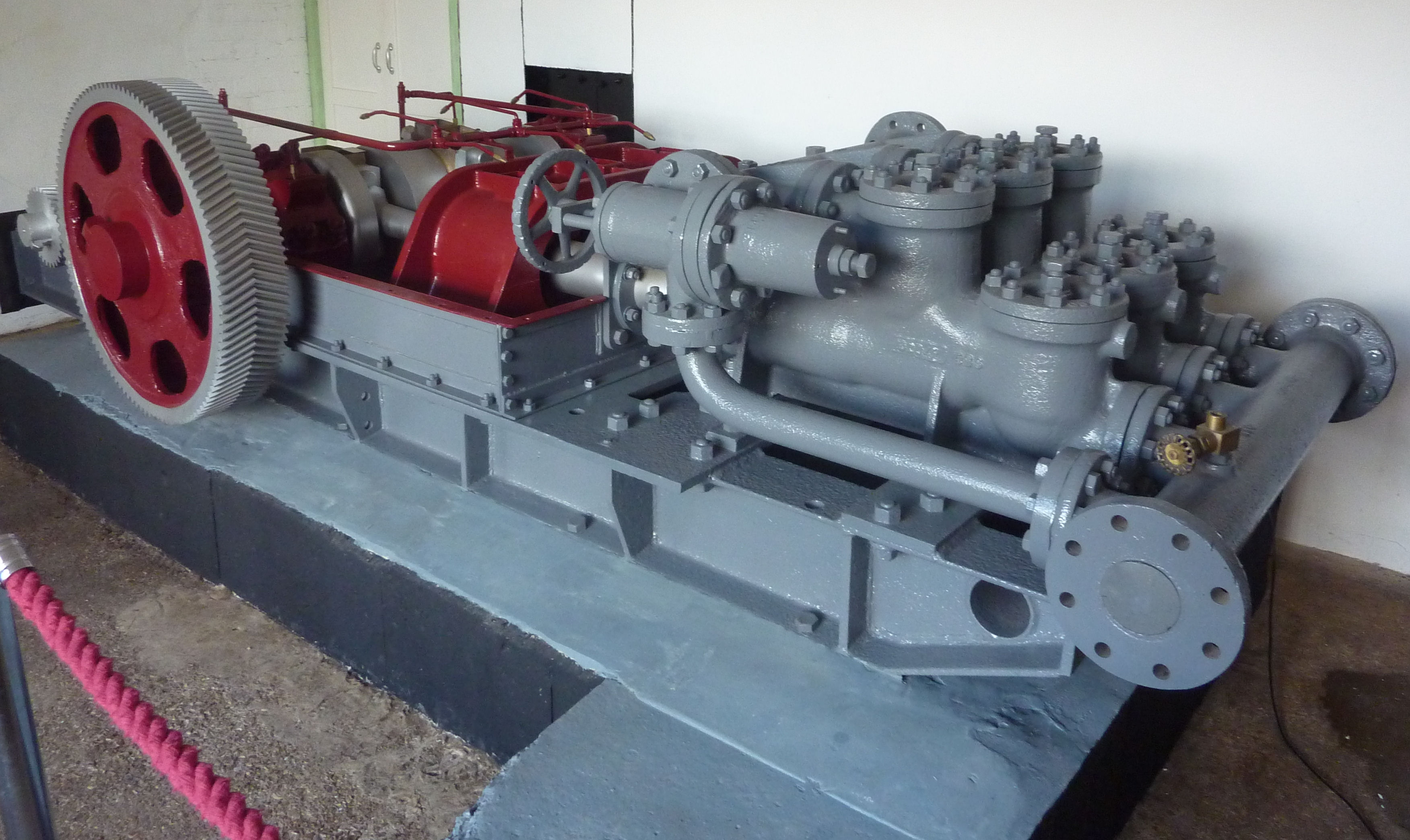
Pomp gebruikt voor Operatie Pluto bij Sandown op het eiland Wight

Operatie Pluto (Pipe-Line Under The Ocean) was een operatie van Britse wetenschappers, olieproducenten en strijdkrachten tijdens de Tweede Wereldoorlog, na de landing in Normandië. Het doel was het leggen van onderzeese pijpleidingen in het Kanaal tussen Engeland en Frankrijk om de oprukkende geallieerde strijdmachten in Europa van brandstof te voorzien. Het plan was uitgewerkt door A.C. Hartley, hoofdingenieur bij de Anglo-Iranian Oil Company, nadat admiraal Louis Mountbatten het concept had aangereikt. De pijpleidingen waren nodig om de afhankelijkheid van olietankers te verminderen. Deze konden worden vertraagd door slecht weer of worden aangevallen door Duitse U-boten. Bovendien waren de olietankers nodig in de strijd in de Stille Oceaan.
Na een test in het Kanaal van Bristol met een 83 km lange 2 inch (ca 5,1 cm) pijplijn tussen Swansea en Watermouth, werd op 12 augustus 1944 de 130 km lange pijplijn met een 3 inch (ca 7,6 cm) diameter van Shanklin door de Shanklin Chine op het Isle of Wight over het Kanaal naar Cherbourg in gebruik genomen. In januari 1945 werd er 305 ton brandstof per dag naar Frankrijk gepompt, oplopend tot 4000 ton per dag aan het einde van de oorlog, gebruikmakend van een 18 tal pijpleidingen. In totaal is er ca. 781.000 kubieke meter brandstof verpompt door de Pluto pijpleidingen.

## Naslagwerk
- (en)  Taylor, W. Brian, "PLUTO—Pipeline under the Ocean", 2004, in The Quarterly Journal for British Industrial and Transport History, p. 48–64. ISSN 1352-7991.